# Foro Asturias
Foro Asturias (Foro o FA), hasta 2021 conocido también como Foro de Ciudadanos o Foro Asturias de Ciudadanos (FAC), es un partido político español fundado en 2011 y de ámbito autonómico establecido en Asturias. Surgió en 2011 como escisión del Partido Popular. Su actual presidenta es Carmen Moriyón.

## Historia

### Inicios y victoria electoral en el Principado
Foro Asturias se fundó el 18 de enero de 2011 tras la salida del exministro Francisco Álvarez-Cascos, el 1 de enero, del Partido Popular debido a las tensiones con la sede central del partido en Madrid y con el partido en Asturias tras hacer pública su intención de presentarse como cabeza de lista en las elecciones a la Junta General del Principado de Asturias de 2011 por el PP.
Francisco Álvarez-Cascos se afilió a FAC el 30 de enero en Luarca.
La Comisión Promotora de Foro Asturias fijó para el 5 de marzo de 2011 la fecha del Congreso Constituyente en Llanera. Esta comisión estuvo integrada por los 14 fundadores de Foro Asturias: María Jesús Alonso, Manuel Peña Sánchez, Paloma Menéndez, Enrique Álvarez Sostres, Rosa Rodríguez Trapiello, Carmen Isabel López, Fernando González Landa, José Luis Magro, Gonzalo Botas, Miguel Ángel Conde, Pelayo Roces, Javier Canal, Enrique Lanza e Isidro Martínez Oblanca.
En el Congreso Constituyente se eligió a Álvarez-Cascos como presidente de la formación por 3053 de los 3076 votos emitidos por los 6987 militantes con derecho a voto. María Teresa Alonso, abogada de Oviedo, fue elegida a su vez secretaria general. Álvarez-Cascos fue también cabeza de lista para las elecciones autonómicas de marzo de ese año.
El las elecciones autonómicas de mayo de 2011, FORO obtuvo la victoria en diputados y ante la renuncia del líder socialista a postularse como candidato a la presidencia, Francisco Álvarez-Cascos fue investido presidente con los votos favorables de su partido, y la abstención del resto de partidos, al no haber alcanzado acuerdos con ninguno de ellos.
En agosto de 2011 se hizo pública la decisión de presentar candidatura para elecciones generales de noviembre de ese año no solo en Asturias sino también en Madrid. En estas elecciones de noviembre FAC obtuvo un diputado, Enrique Álvarez Sostres, que se integró en el Grupo Mixto y un senador, Isidro Martínez Oblanca.
En la X legislatura, Foro Asturias apoyó la investidura de Mariano Rajoy como presidente y algunas medidas del nuevo gobierno como la reforma laboral.

### Pérdida del Gobierno y declive
El 30 de enero de 2012, Álvarez-Cascos convoca elecciones en Asturias, adelantándolas al 25 de marzo, al no conseguir aprobar los presupuestos ante la oposición del resto de grupos de la Junta. En estas segundas elecciones FORO perdió 4 escaños con respecto a las anteriores y la mayoría que necesitaba para formar gobierno.
El 11 de febrero de 2015, Álvarez-Cascos anuncia que no se presentará como cabeza de lista de Foro a las elecciones a la Junta General del Principado de Asturias de 2015, y, por tanto, siguiendo los estatutos del partido, dejará de presidir la formación. Cristina Coto, la portavoz de Foro en la Junta General, es elegida como nueva presidenta del partido en un congreso celebrado el 14 de marzo de 2015, siendo la única candidata, mientras que Álvarez-Cascos pasa a desempeñar las funciones de secretario general. Esta decisión llevó al partido al desplome electoral, al perder nueve de sus 12 Diputados en las elecciones a la Junta General del Principado.
En lo que respecta a la representación de Foro Asturias en las Cortes Generales, en las Elecciones generales de España de 2015 concurrió junto al Partido Popular en coalición, ocupando los puestos 2 y 6 de la lista al congreso. La coalición ganó las elecciones en Asturias y Foro obtuvo 1 diputado y 1 senador.
En las elecciones generales de noviembre de 2019 concurrió junto al Partido Popular en coalición, ocupando los puestos 2 y 6 de la lista al Congreso de los Diputados. Foro obtuvo 1 diputado, tras haber perdido la representación en las efímeras elecciones generales de abril de 2019, a las que también concurrió repitiendo la fórmula de la coalición con los populares.

### Crisis interna y refundación

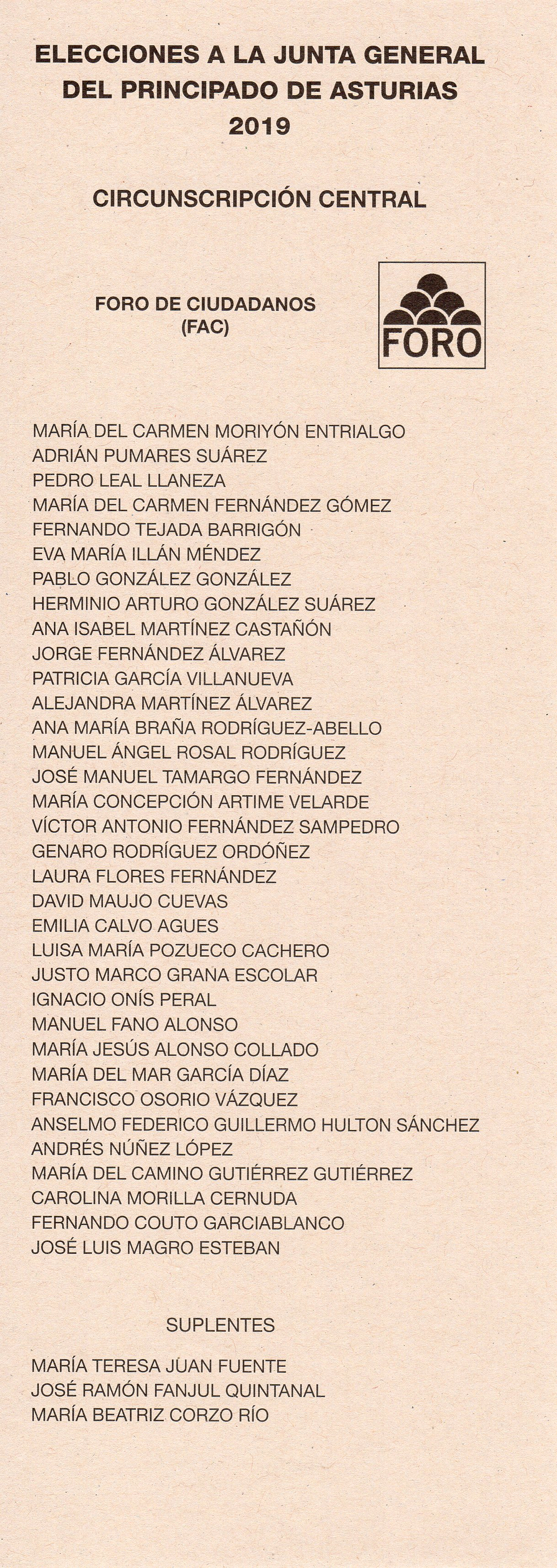
Papeleta electoral de Foro en las elecciones autonómicas de 2019, circunscripción central de Asturias.

Después de las elecciones autonómicas de mayo del año 2019, el partido sufrió una fuerte división interna debido al enfrentamiento entre Francisco Álvarez Cascos y Carmen Moriyón. Esta última renunció a su escaño en la Junta General del Principado, siendo sustituida por Pedro Leal, pero se mantuvo en la presidencia de Foro, una decisión que fue criticada desde los sectores críticos a la exalcaldesa de Gijón y afines a Álvarez-Cascos. En mayo de 2020, el Grupo Parlamentario de Foro en la Junta General del Principado se divide por la expulsión del partido de Pedro Leal.
El 24 de abril de 2021, la presidenta de Foro Asturias, Carmen Moriyón, anuncia, junto al secretario general de la formación, Adrián Pumares Suárez, la convocatoria de un congreso extraordinario con la intención de acabar con la guerra interna entre la dirección del partido y los fieles al exministro Álvarez-Cascos, que fue expulsado de Foro por la Comisión Directiva en junio de 2020 y denunciado ante la Justicia por la apropiación indebida de 1,2 millones de euros de los fondos del partido. Cuatro días antes, el 14 de junio, en Luarca, Francisco Álvarez-Cascos había anunciado oficialmente que “se da de baja” de la formación debido a que «se sintió traicionado por la dirección». La marcha del exministro trajo consigo la baja de 70 afiliados en el concejo de Llanes y la dimisión de la junta directiva de Foro Llanes, dejando a sus representantes municipales en el Grupo Mixto.
El 19 de junio de 2021 se celebró en Oviedo el IV Congreso Extraordinario, en el que se aprobaron los nuevos estatutos del partido por una amplia mayoría (244 de 321 compromisarios votaron a favor). Además de la votación, en el congreso participaron Miguel Ángel Revilla, Presidente del Gobierno de Cantabria; Ana Oramas, diputada nacional de Coalición Canaria; y José Javier Esparza, Presidente de Unión del Pueblo Navarro (UPN). El proceso de refundación supuso la baja de aquellos afiliados y dirigentes locales que apoyaban al expresidente Francisco Álvarez-Cascos y aún permanecían en la formación. Por su parte, el que fuera Vicepresidente del Gobierno de España con José María Aznar fue imputado por la denuncia interpuesta por el partido dirigido por Carmen Moriyón y será juzgado en la Audiencia Provincial de Asturias.

### V Congreso
Tras el proceso de refundación, y como consecuencia del final del mandato de la presidenta y la Comisión Directiva iniciado en 2018, se convocó el V Congreso ordinario, celebrado el 1 de octubre de 2022 en el Palacio de Congresos de Oviedo, en el que el partido reafirma a Carmen Moriyón como presidenta, renueva la Comisión Directiva y elige al diputado regional Adrián Pumares como candidato a la Presidencia del Principado de Asturias en las elecciones autonómicas de mayo de 2023. Con esta cita congresual, Foro Asturias termina por desligarse totalmente de Álvarez-Cascos. El 15 de diciembre, la presidenta Carmen Moriyón anuncia que volverá a ser la candidata de Foro Asturias a la Alcaldía de Gijón, que ya ocupara entre 2011 y 2019.
En las elecciones autonómicas del 28 de mayo de 2023 Foro Asturias baja sus resultados en la Junta General, consiguiendo un solo diputado (Adrián Pumares). En las elecciones municipales del mismo día logra unos modestos 38 concejales y el 9,57 % de los votos a nivel regional. Paralelamente, sus mejores resultados se dan en Gijón, logrando Carmen Moriyón alcanzar la alcaldía a través de un pacto con PP y Vox. El pacto de Moriyón con Vox provocó una crisis interna que culminó con la dimisión de varios cargos internos.

## Presidencia
- Francisco Álvarez-Cascos Fernández (5 de marzo de 2011 - 14 de marzo de 2015)
- Cristina Coto de la Mata (14 de marzo de 2015 - 15 de junio de 2018)
- Pedro Leal Llaneza (15 de junio de 2018 - 29 de septiembre de 2018)
- Carmen Moriyón Entrialgo (29 de septiembre de 2018 - presente)

## Ideología del partido
El artículo 2 de los Estatutos aprobados en el IV Congreso de refundación recoge su ideología y fines en los siguientes términos: 
«Foro Asturias tiene como fines constitucionales concurrir a la formación y manifestación de la voluntad popular y ser instrumento fundamental para la participación política de la sociedad asturiana. En el marco de la España constitucional, incardinada en una Europa solidaria y de la ciudadanía, la finalidad última de Foro Asturias, desde la justicia social y la igualdad de oportunidades, es la defensa de los intereses sociales, culturales, económicos y políticos del Principado de Asturias y de su ciudadanía, beneficiara última de la acción política.
Para la consecución de sus fines, Foro Asturias establece como eje vertebrador de su actividad política el reformismo, que se define como el equilibrio permanente entre tradición y progreso, entre orden y cambio, entre conformismo y extremismo. Foro Asturias aspira en todo momento a representar las más sólidas convicciones basadas en el consenso y el pacto constitucional, identificándose con el espíritu de la Nación de ciudadanos y ciudadanas libres e iguales que consagra la Constitución de 1978.
Foro Asturias centrará todos sus esfuerzos como partido político en la preservación de la identidad del Principado de Asturias como sujeto político de trascendencia histórica, así como del patrimonio humano, cultural, económico, social y político que le da consistencia; defendiendo para ello en todos los ámbitos institucionales la completa personalidad del pueblo asturiano, reconociendo siempre su pluralidad, su diversidad, su universalidad y su autonomía.».
En el barómetro del Centro de Investigaciones Sociológicas de julio de 2012 los entrevistados en Asturias situaron al partido como el más a la derecha. En una escala del 1 (izquierda) a 10 (derecha) los encuestados situaron al Foro en el 8,05.

## Publicaciones
El partido estuvo en sus inicios ligado a la publicación El hormiguero, cuyo lema es "El periódico dependiente solo de Asturias", en que se valoraban las aportaciones de Foro Asturias a la ciudadanía asturiana y se informaba sobre "el empresariado catalán que rige el periodismo clásico en la región".

## Resultados electorales
El 22 de mayo de 2011 Foro Asturias se presentó a las elecciones autonómicas asturianas, en las que fue la segunda fuerza en número de votos, aunque la primera en número de diputados, obteniendo 16 y sobrepasando al Partido Popular que obtuvo 10. Estos resultados le permitieron formar un gobierno en minoría presidido por Álvarez-Cascos.
También concurrió a las municipales, consiguiendo 158 concejales y la alcaldía en 9 municipios, entre ellos Gijón, Peñamellera Alta y Ponga; mayoría absoluta en Ibias y Ribadesella; y formó gobierno con el apoyo del Partido Popular en Amieva, Cabrales, Gijón, Salas y Valdés.
En las elecciones generales de noviembre de 2011, y con la denominación Foro de Ciudadanos, obtuvo 92 828 votos en Asturias, lo que le permitió conseguir un diputado, Enrique Álvarez Sostres. Con los 6645 votos obtenidos en Madrid, FAC sumó 99 473 sufragios en las dos circunscripciones en las que se presentó.
En las segundas elecciones autonómicas, de mayo de 2012 Foro Asturias consiguió 12 diputados, perdiendo 4 diputados. Con esos resultados, la suma de escaños de Foro y PP igualaba a los del PSOE, que ganó las elecciones, e IU.
En las elecciones autonómicas y municipales de 2015 Foro pierde gran parte de su apoyo, obteniendo únicamente 3 diputados en la Junta General y 83 concejales. Los foristas pierden la representación en ayuntamientos importantes como los de Oviedo y Avilés, aunque logran mantener la alcaldía de Gijón.
Desde las primeras elecciones a las que se presentó, en 2011, el partido ha obtenido los siguientes resultados:

#### Elecciones a la Junta General del Principado de Asturias
| Convocatoria                                                     | Candidato                | Votos        | %       | Escaños | +/- | Gobierno            |
| ---------------------------------------------------------------- | ------------------------ | ------------ | ------- | ------- | --- | ------------------- |
| Elecciones a la Junta General del Principado de Asturias de 2011 | Francisco Álvarez-Cascos | 178 031 (#2) | 30,45 % | 16/45   |     | Gobierno en minoría |
| Elecciones a la Junta General del Principado de Asturias de 2012 | Francisco Álvarez-Cascos | 124 332 (#2) | 24,83 % | 12/45   | 4   | Oposición           |
| Elecciones a la Junta General del Principado de Asturias de 2015 | Cristina Coto            | 44 283 (#5)  | 8,24 %  | 3/45    | 9   | Oposición           |
| Elecciones a la Junta General del Principado de Asturias de 2019 | Carmen Moriyón           | 34 388 (#6)  | 6,54 %  | 2/45    | 1   | Oposición           |
| Elecciones a la Junta General del Principado de Asturias de 2023 | Adrián Pumares           | 19 313 (#6)  | 3,70 %  | 1/45    | 1   | Oposición           |

#### Elecciones municipales
| Convocatoria                             | Votos   | Votos  | Votos    | Escaños    | Escaños  |
| Convocatoria                             |         | España | Asturias | España     | Asturias |
| ---------------------------------------- | ------- | ------ | -------- | ---------- | -------- |
| Elecciones municipales de España de 2011 | 121 725 | 0,54 % | 20,32 %  | 158/68 230 | 158/946  |
| Elecciones municipales de España de 2015 | 65 567  | 0,29 % | 12,09 %  | 83/67 515  | 83/942   |
| Elecciones municipales de España de 2019 | 30 408  | 0,13 % | 5,72 %   | 49/67 515  | 49/928   |
| Elecciones municipales de España de 2023 | 50 961  | 0,22 % | 9,57 %   | 38/67 515  | 38/922   |

#### Elecciones al Congreso de los Diputados
| Convocatoria | Votos  | Votos  | Votos       | Votos    | Escaños | Escaños  |
| Convocatoria | España | España | Asturias    | Asturias | España  | Asturias |
| --- | ------ | ------ | ----------- | -------- | ------- | -------- |
| Elecciones generales de España de 2011 | 99 473 | 0,41 % | 92 828 (#3) | 14,68 %  | 1/350   | 1/8      |
| Elecciones generales de España de 2015 | n/a    | n/a    | 186 5861    | 30,15 %1 | 1/350   | 1/8      |
| Elecciones generales de España de 2016 | n/a    | n/a    | 207 8111    | 35,28 %1 | 1/350   | 1/8      |
| Elecciones generales de España de abril de 2019 | n/a    | n/a    | 111 3411    | 17,91 %1 | 0/350   | 0/7      |
| Elecciones generales de España de noviembre de 2019 | n/a    | n/a    | 128 6981    | 23,24 %1 | 1/350   | 1/7      |
| Elecciones generales de España de 2023 | n/a    | n/a    | _ 2         | _ 2      | 0/350   | 0/8      |
| Notas: 1 Se presentó en coalición con el Partido Popular. El número de diputados corresponde exclusivamente a los de Foro y no a los de la coalición. 2 No se presentó. |        |        |             |          |         |          |

#### Elecciones al Senado
| Convocatoria | Escaños | Escaños  |
| Convocatoria | España2 | Asturias |
| --- | ------- | -------- |
| Elecciones generales de España de 2011 | 0/208   | 0/4      |
| Elecciones generales de España de 20151 | 1/208   | 1/4      |
| Elecciones generales de España de 20161 | 1/208   | 1/4      |
| Elecciones generales de España de abril de 20191                                                                                                | 0/208   | 0/4      |
| Elecciones generales de España de noviembre de 20191                                                                                            | 0/208   | 0/4      |
| Notas: 1 Se presentó en coalición con el Partido Popular. Resultados de los candidatos de Foro. 2 Del total de senadores elegidos por sufragio. |         |          |

#### Elecciones al parlamento europeo
| Convocatoria                             | Votos  | Votos  | Votos    | Votos    | Escaños |
| Convocatoria                             | España | España | Asturias | Asturias | España  |
| ---------------------------------------- | ------ | ------ | -------- | -------- | ------- |
| Elecciones al Parlamento Europeo de 2014 | 32 962 | 0,21 % | 16 064   | 4,23 %   | 0/54    |
| Elecciones al Parlamento Europeo de 2019 | 14 369 | 0,06 % | 6053     | 1,16 %   | 0/54    |

## Simbología
El logo original del partido se remonta al 2011 y representa un hormiguero elaborado por seis semicírculos azul marino, superpuestos en forma de pirámide con tres en la base, dos intermedios y uno en el vértice superior
El logo actual de Foro Asturias quedó aprobado tras el IV Congreso del partido, el 12 de mayo de 2021, y es una geometría compuesta por dos líneas gruesas consecutivas, que dibujan ángulos opuestos de 135 grados, en el medio de los cuales se ubica un punto central; que representan, de una parte, una síntesis del litoral asturiano y del Cabo Peñas; y, de otra, la “A” de Asturias. Los colores de Foro Asturias son el azul y el amarillo de la bandera del Principado de Asturias, y su símbolo se dibuja, preferentemente, en dichos colores, sobre el nombre del partido.
|                                   |
| Logo de Foro Asturias (2011-2020) |

|                                   |
| Logo de Foro Asturias (2020-2021) |

|                                        |
| Marca de Foro Asturias (2021-presente) |

|                                       |
| Logo de Foro Asturias (2021-presente) |